# Sacré Charlie
Sacré Charlie (Da kommt Kalle) est une série télévisée allemande en 70 épisodes de 52 minutes créée par Jutta Lieck-Klenke et diffusée entre le 14 octobre 2006 et le 31 décembre 2011 sur ZDF.
En France, la série est diffusée depuis le 9 avril 2009 sur TF1. Néanmoins, elle reste inédite dans les autres pays francophones.

## Synopsis
Officier de police à Flensbourg, Pia Andresen mène ses enquêtes avec l'aide d'un Parson Russell terrier surnommé Kalle. Épouse et mère, la jeune femme doit jongler entre son travail et sa vie de famille.

## Distribution
- Iris Mareike Steen (de) (VF : Joséphine Ropion) : Marie Andresen
- Rudy Ruggiero (VF : Constantin Pappas) : Kostas Tatassopoulus
- Julius Römer (de) (VF : Valentin Maupin) : Arnaud Andresen
- Daniela Hoffmann (de) (VF : Blanche Ravalec) : Carla Jansen
- Katharina Schubert (de) puis Sabine Kaack (de) (VF : Marie-Laure Beneston) : Pia Andresen
- Markus Knüfken puis Burkhard Schmeer (de) (VF : Laurent Morteau) : Stefan Andresen
- Lars Gärtner (de) puis Marek Erhardt (de) (VF : Mathieu Buscatto) : Olli Kottke
- Sofie Lassen-Kahlke (de) puis Lisa Karlström (de) (VF : Nathalie Karsenti) : Anne
- Michael Trischan (de) (VF : Daniel Lafourcade) : Carl Eberling
- Max Landgrebe (VF : Denis Laustriat) : Laurent Christiansen
- Mike Hoffmann (de) : Oskar Neuhaus
- Christine Schorn (VF : Claude Chantal) : Elke Kollmund
- Brad Pitt vom Mahdenwald : Charlie (Kalle en V.O.) (2006)
- Saskia Fischer (de) : Frau Ludwig
- Oliver Törner : Dr Schübel

## Épisodes

### Première saison (2006)
1. Tableaux volés (Akt am Strand)
2. Charlie est amoureux (Kalle in Love)
3. Un flair d'enfer (Schwein gehabt)
4. Cambriolage au musée (Vorsicht, giftig !)
5. Les arnaqueurs (Taschendiebe)
6. Du venin dans les veines (Schatzräuber)
7. Un os pour Pia (Sündenbock)
8. Vengeance, chantage et vidéo (Goldfieber)
9. Tout ce qui brille n'est pas or (Jugendsünde)
10. Voyages, voyages (Schöne Ferien)
11. Titre français inconnu (Fernweh)
12. Titre français inconnu (Familienbande)

### Deuxième saison (2007-2008)
1. Titre français inconnu (So ein Zirkus)
2. Titre français inconnu (Falscher Fuffziger)
3. Titre français inconnu (Unfallgefahr)
4. Titre français inconnu (Das Versprechen)
5. Titre français inconnu (Die Schreckschraube)
6. Titre français inconnu (Der Querulant)
7. Titre français inconnu (Kein leichter Fang)
8. Titre français inconnu (Trickbetrüger)
9. Titre français inconnu (Fair Play)
10. Titre français inconnu (Landpartie)
11. Titre français inconnu (Teurer Fund)
12. Titre français inconnu (Pferdediebe)
13. Titre français inconnu (Werbestar Kalle)

### Troisième saison (2009)
1. Titre français inconnu (Der Neue)
2. Titre français inconnu (Dümmer als die Polizei erlaubt)
3. Titre français inconnu (Hoteldiebe)
4. Titre français inconnu (Love Is In the Air)
5. Titre français inconnu (Camping unter Freunden)
6. Titre français inconnu (Falsches Spiel)
7. Titre français inconnu (Teure Ferien)
8. Titre français inconnu (Mutproben)
9. Titre français inconnu (Sommerfrische)
10. Titre français inconnu (Blitzalarm)
11. Titre français inconnu (Dr. Hot)
12. Titre français inconnu (Kohle im Kamin)
13. Titre français inconnu (Promille Promille)

### Quatrième saison (2010-2011)
1. Titre français inconnu (Der Mann im Baum)
2. Titre français inconnu (Der Schein trügt)
3. Titre français inconnu (Chaos in der Gartenkolonie)
4. Titre français inconnu (Landliebe)
5. Titre français inconnu (Baby an Bord)
6. Titre français inconnu (Kalle Undercover)
7. Titre français inconnu (Herzkreis Chaos)
8. Titre français inconnu (Vergiftet)
9. Titre français inconnu (Kalle süß-sauer)
10. Titre français inconnu (Flensburg Royal)
11. Titre français inconnu (Kalle auf dem Eis)
12. Titre français inconnu (Weihnachtstraum)
13. Titre français inconnu (Fischers Fritz)
14. Titre français inconnu (Ungebetener Besuch)
15. Titre français inconnu (Echte Freunde)
16. Titre français inconnu (Schnuppermassage)
17. Titre français inconnu (Scherben bringen Glück)
18. Titre français inconnu (Bodyguards)
19. Titre français inconnu (Spritztour)
20. Titre français inconnu (Natalies Geheimnis)

### Cinquième saison (2011)
1. Titre français inconnu (Freunde für immer)
2. Titre français inconnu (Kalle in der Falle)
3. Titre français inconnu (Feuerteufel)
4. Titre français inconnu (Stille Wasser sind tief)
5. Titre français inconnu (Jagdsaison)
6. Titre français inconnu (Herzenswunsch)
7. Titre français inconnu (Das Wunder von Flensburg)
8. Titre français inconnu (Vandalen in Flensburg)
9. Titre français inconnu (Katzenfreunde)
10. Titre français inconnu (Freitag, der 13)
11. Titre français inconnu (Kleine Bälle, großer Zoff)
12. Titre français inconnu (Dienstfahrt nach Hamburg)